# 復仇者 (漫畫)
復仇者聯盟（英語：The Avengers）是一個超級英雄團體，由漫威漫画公司创造。創作者为斯坦·李與杰克·科比；復仇者首次出現於《復仇者》第一期（1963年九月）。
最初复仇者的成員為蟻俠、黃蜂女、雷神索爾、鋼鐵人以及浩克。然而《復仇者聯盟》#2中因為浩克離隊而改由美國隊長加入。不斷更改的成員名單已成為復仇者的特點，但一個主題從未更改過，那就是復仇者專與單一超級英雄無法應付的敵人作戰。復仇者的成員包括了人類、機械人、神、外星人、超自然生物、變種人、異人族甚至還有過去的敵人。

## 出版史
隊伍的正式名稱始自《復仇者聯盟》#1（1963年9月），由斯坦·李及杰克·科比所創造。最初的系列以雙月刊出版，#6（1964年7月）後改為月刊到402期（1996年9月），並且擴充多本年刊，迷你系列和可追溯到1970年代中期出版的加大尺寸季刊。
其他延伸的系列包括西海岸復仇者，原本是1984年出版共四集的迷你系列，後來變成一百零二期，並且自#47起，標題改為《復仇者西海岸》；以及#40的《復仇者獨自出擊》，自#21起改標題為《復仇者焦點人物》。
1996年到2004年，漫威三次重啟《復仇者》漫畫：
1996年的英雄重生故事線，在大事件Onslaught中许多英雄牺牲，但他们被转移到另一个世界重生，漫威因此出版四個不同標題的漫畫，包括全新一輯的《復仇者》，背景設定在
另一空间的對應地球。
《復仇者》第二輯由羅伯.萊菲爾德主筆，吉姆.瓦倫提諾線稿，一共出版十三期。这四部相關漫畫都进行了跨標題合作，结束后，延续到《英雄重生》故事，讲述主要成員回歸正史时空，
第三輯的《復仇者》一共出版了八十四期。為了慶祝本系列自原始系列起的第五百期，漫威恢復了期數的編號，2005年一月，一個全新的复仇者隊伍在新復仇者誕生，後來又延伸出無敵復仇者、復仇者：新方案以及黑暗復仇者。
《復仇者》第四輯自2010年重啟。
在2018年的No Surrender結束後，此系列將再次作為復仇者重啟。

## 成员名单

### 漫畫
以下是漫画正史世界（616宇宙）的复仇者成员名单，创始人為鋼鐵人、雷神索爾、浩克、蚁人與黄蜂女。

#### 主要成員
- 美國隊長
- 瑞克·瓊斯（英语：Rick Jones (comics)）
- 神力人（英语：Wonder Man）
- 鷹眼
- 快銀
- 緋紅女巫
- 赫拉克勒斯
- 黑豹
- 幻視
- 黑骑士（英语：Black Knight (comics)）
- 黑寡妇
- 野獸

几位身份特殊的名誉队员：
- 31世紀的星際異攻隊 (查理-27（英语：Charlie-27）、晶體人（英语：Martinex）、妮姬（英语：Nikki (comics)）、星鷹（英语：Starhawk (comics)）、塔隆（英语：Talon (Marvel Comics)）、凡斯·亞斯卓（英语：Vance Astro）、阿列塔（英语：Aleta Ogord）與勇度 )
- 惊奇女士
- 獵鷹
- 虎女
- 女浩克
- 惊奇队长

#### 西海岸復仇者
鹰眼和神盾女特工仿聲鳥结婚，开始组建西海岸复仇者，成员先后有：
- 戰爭機器
- 石頭人
- 月光騎士
- 二战时代的初代霹靂火（英语：Human Torch (android)）

#### 紐約
同时在纽约的新队员有：
- 納摩
- 黃蜂戰士（漢克·皮姆）
- 神奇四俠的神奇先生和隱形女俠夫妇
- 蜘蛛俠
- 沙人
- 异人族公主水晶

#### 狂攻後後成員
1995年的大事件狂攻中，复仇者的主力大部分牺牲，但最后还是全部复活，然后重新组队，新队员依次有： 
- 紅心傑克（英语：Jack of Hearts (Marvel Comics)）
- 蟻人（史考特·朗恩）

#### 新復仇者
2004年，复仇者解散，之后新复仇者重组，以下是其正式成员：
- 盧克·凱奇
- 金刚狼
- 哨兵
- 奇异博士
- 鐵拳
- 酷寒战士
- 女蜘蛛人

新复仇者在内战期间招纳了大批反注册派人士，但这些人是否是正式复仇者仍不明确，其中包括来自未来的变种人機堡、歌利亞、驚奇4超人的霹靂火、青少年復仇者的大部分成员（鋼鐵小子、巫術、小浩克、易身女、愛國者、鷹眼、速度）等

#### 強大復仇者
“強大復仇者”与“新复仇者”同时连载，讲述钢铁侠在内战后组建了自己的复仇者，秘密入侵后被解散，主角换成皮姆博士重组的一支队伍。历届新成员有： 
- 戰神阿瑞斯（英语：Ares (Marvel Comics)）
- 浩克少年阿瑪迪斯·趙（英语：Amadeus Cho）
- 新版的幻視机器人

#### 圍城後成員
围城后，重新分列出三支复仇者队伍：
- 复仇者主力队伍的新队员：紅浩克，暴風女，神盾局特工震波女
- 新复仇者的新队员：潔西卡·瓊斯(长期拒绝邀请)，夜魔俠，松鼠女孩（英语：Squirrel Girl）
- 秘密复仇者的新队员：新星 (理查·萊德)、雪倫·卡特，上氣，初代英國隊長
- 復仇者大戰X战警後：衝擊波、小淘氣、黑蝠王

#### 全新全異（英语：All-New, All-Different Marvel）
| 主力成員                 | Avengers Idea Mechanics  | 非凡復仇者    | 阿卡迪亞戰隊           |
| ------------------------ | ------------------------ | ------------- | ---------------------- |
| 美國隊長 (山姆·威爾遜)   | 太陽黑子                 | 史蒂芬·羅傑斯 | 驚奇隊長 (卡蘿·丹弗斯) |
| 鋼鐵人                   | 鷹眼                     | 機堡          | 炫音                   |
| 雷神索爾 (簡·福斯特)     | 小浩克                   | 死侍          | 梅杜莎                 |
| 幻視                     | 巫術                     | 霹靂火        | 女浩克                 |
| 蜘蛛人 (麥爾斯·莫拉雷斯) | 力量人 (維克特 歐福維茲) | 快銀          | 奇點                   |
| 驚奇女士                 | 歌鳥                     | 小淘氣        | 格林姊姊               |
| 新星 (山姆·亞歷山大)     | 松鼠女孩                 | 巫毒博士      |                        |
|                          | 白虎                     | 突觸          |                        |
|                          | POD                      |               |                        |

#### Marvel NOW!（英语：Marvel NOW!）
| 主力成員                | 美國復仇者               | 非凡復仇者          | 冠軍小隊                 | 终极战队                    | 佔據復仇者 | 大湖復仇者 |
| ----------------------- | ------------------------ | ------------------- | ------------------------ | --------------------------- | ---------- | ---------- |
| 美國隊長（山姆·威爾遜） | 勝利公民                 | 史蒂芬·羅傑斯       | 驚奇女士（卡瑪拉·克汗）  | 驚奇隊長（卡蘿·丹弗斯）     | 鷹眼       | 永恆先生   |
| 雷神托爾（簡·福斯特）   | 加農炮                   | 機堡（納森·桑瑪斯） | 蜘蛛人 (麥爾斯·莫拉雷斯) | 黑豹                        | 紅狼       | 扁平俠     |
| 幻視                    | 紅浩克 (羅伯特·馬弗維克) | 死侍                | 新星（山姆·亞歷山大）    | 藍驚奇                      | 夜影       | 大貝莎     |
| 蜘蛛人                  | 松鼠女孩                 | 霹靂火              | 獨眼龍                   | 光譜                        |            | 門俠       |
| 黃蜂女 (納迪婭·汎戴茵)  | 鋼鐵愛國者 (多尼·何博士) | 快銀                | 阿瑪迪斯·趙              | 美國小姐（艾美莉卡·查韋斯） |            | 好男孩     |
| 赫拉克勒斯              | 恩尼格瑪                 | 小淘氣              | 幻視女孩                 |                             |            |            |
|                         |                          | 巫毒博士            |                          |                             |            |            |
|                         |                          | 突觸                |                          |                             |            |            |
|                         |                          | 黃蜂女              |                          |                             |            |            |

#### 復仇者學院
- 靈巧（英语：Finesse (comics)）
- 危險品（英语：Hazmat (Jennifer Takeda)）
- 氣慨（英语：Mettle (comics)）
- 爬蟲（英语：Reptil）
- 前鋒（英语：Striker (Brandon Sharpe)）
- 光速（英语：Julie Power）
- 面紗（英语：Veil (comics)）
- X-23

#### 野蠻復仇者
- 艾莉崔
- 野蠻人柯南
- 猛毒
- 制裁者
- 巫毒博士（英语：Brother Voodoo）
- 金鋼狼

#### 寵物復仇者
- 鎖齒狗
- 索爾蛙（英语：Throg）
- 毛球（英语：Hairball (comics)）
- 紅翼（英语：Redwing (Marvel Comics)）
- 獅子女士（英语：Ms.Lion (comics)）
- 洛克希德（英语：Lockheed (comics)）
- 薩布（英语：Zabu）

#### 復仇者 A.I.
- 漢克·皮姆
- 毀滅機器人（英语：Doombot）
- 保衛者艾利西斯（英语：Alexis The Protector）
- 莫妮卡·張（英语：Monica Chang）
- 維克特·曼查（英语：Victor Mancha）
- 幻視

#### 戰爭復仇者
- 驚奇隊長（卡蘿·丹弗斯）
- 複製人黑寡婦（英语：Clone of Natalia Romanova）
- H武器（英语：Weapon H）
- 希芙女士
- 酷寒戰士
- 英國隊長
- 死侍

## 漫画剧情
以下是616號宇宙的复仇者聯盟的主要剧情：

### 1960年代
「原子彈」瑞克·瓊斯請求蟻人、黃蜂女、雷神索爾、鋼鐵人和浩克組成复仇者聯盟以對抗索爾的弟弟洛基，鋼鐵人把自家舊宅作為復仇者聯盟的總部並提供資金；不久後，蟻人升級成巨化人，而浩克因為無法適應團隊而離開，其他人未能找回他，卻在北極發現冰凍了70年的美國隊長，於是把他救醒並帶回美國。美國隊長發現現實已經過了超過半個世紀，一切都發生了變化，目前已無處可去，於是決定加入復仇者聯盟。他的影響力使復仇者聯盟獲得了公眾的支持。
美國隊長從前的敵人齊莫男爵召集了另外幾位反派組成“邪恶大师团”與復仇者聯盟作對。他們派遣神力人去擔任臥底，但他為了拯救復仇者聯盟而自願犧牲了。這一時期還出現了兩個產生深遠影響的敵人：來自30世紀的征服者康，曾統治過古埃及和40世紀的時空軍閥；永生者是康的未來版本，並控制著歷史上7000年的時間。
美國隊長獨自前往南美洲尋找齊莫男爵，男爵於大戰後戰敗並死於山崩。然而這時其他隊員都忙於個人事務，無法繼續參與隊伍，於是他們招募新人，找到了鷹眼、緋紅女巫和快銀，並由美國隊長帶領他們。
一段時間後，巨化人和黃蜂女歸隊，但巨化人在巨大化時出了問題，一度把自己限制在一個巨大的體型，在此期間他換了一個身份歌利亞。美國隊長在離隊期間遇到非洲國家瓦干達的國王黑豹，介紹他加入復仇者，成為復仇者聯盟的首位黑人英雄；希臘神赫拉克勒斯也加入了復仇者聯盟一段時間。漢克·皮姆研發出一種人工智能時意外地製造出了一個失控的機器人奧創，它一心想毀滅人類，成為復仇者聯盟最持久的敵人之一，但他製造出的一個人造人幻視卻加入了復仇者聯盟。新反派镰刀死神是神力人的哥哥，因為弟弟的死而遷怒於復仇者並開始攻擊他們。
歌利亞由於生活和事業的壓力而精神恍惚，產生出一個異常人格，自稱黃蜂戰士，以好鬥輕佻的態度要黃蜂女嫁給自己。黃蜂女認出他就是皮姆，於是允諾結婚；當他們在婚禮上遭到反派攻擊時，皮姆及時恢復了原來的人格。

### 1970年代
之後復仇者遇到了阿肯、紅狼等角色。並對抗了至高中隊。
“克里-史克魯爾戰爭”:宇宙帝國克里與史克魯爾的戰爭爆發，两者都试图染指地球。史克魯爾人冒充美国队长、鋼鐵人和索爾，解散了复仇者，幸好真相及时揭露，复仇者为了救援被俘的队友进入太空，克里族的英雄驚奇隊長与他们共同战斗。这次事件后，鋼鐵人私下召集驚奇先生、納摩、奇異博士、X教授和黑蝠王成立了“光照會”，隐瞒世人私下处理一些重大威胁。
希腊奥林帕斯山的战神阿瑞斯篡位夺权，试图在世界各地散布战争，复仇者聯盟全体成员来了一次最大的集合；不久后又与萬磁王战斗；快银偶遇异人族的公主水晶，陷入热恋并與她结婚，从此长住在月球上；幻视和緋红女巫也产生了恋情，经历波折后成婚。
“復仇者-捍衛者戰爭”：捍衛者聯盟是奇异博士和几位与社会不太相容的超級英雄所发起的组织。奇异博士的最大死敌多瑪暮强迫他们帮自己收集散落的神器“邪恶之眼”，导致复仇者与他们发生了冲突；最后两队一起与多玛暮交战。
“薩諾斯之戰”：居住於土星的其中一顆卫星泰坦星上的一名變異族薩諾斯为了取悦死亡女神而使用“宇宙魔方”准备在宇宙各地大开杀戒，惊奇队长与复仇者一起阻止了他。
“圣母傳奇”：鹰眼的启蒙师父劍客是一名不法的雇佣兵，在越南遇见一名神秘女子螳螂女后开始改邪归正，两人一起加入复仇者。螳螂女是克里修士培养的一名圣女，注定会与一个高智慧植物种族柯塔蒂结合生出一个新种族。征服者康决心抢走她以掌握未来，剑客为救自己的爱人而死；永生者出于自己的目的帮复仇者打退了康；螳螂与柯塔蒂族的男性结婚后去了宇宙。劇情中還顯示幻視的軀體並不是由奧創所造只是被挪用的，這個軀體本來是屬於1940年代的初代霹靂火，之後幻視向緋紅女巫求婚，並在聖母傳奇的故事最後結婚，並由永生者所主持。
X戰警的旧成员野獸由于不慎服用药物而变成了长满蓝毛的半猿模样，无处可去的他决定加入复仇者聯盟；康为了征服历史而在19世纪的美國西部建造基地，索尔和鹰眼穿越到那里打败了他，结识了漫威宇宙的西部枪手们；与此同时复仇者聯盟与平行宇宙的英雄們组织“至高中隊”发生冲突，结果证明是邪惡的古埃及神賽斯的毒蛇冠冕产生的洗脑作用导致至高世界的总统堕落所致。
於几年前死亡的神力人复活並回到了复仇者聯盟。连续几批强敌袭来：“亞特蘭提斯”的军阀阿圖瑪；控制重力的重力子；吸收多个反派能量，具有极全面超能力的尼法瑞雅伯爵；奥创试图为自己制造配偶，导致女机器人喬卡絲塔诞生。
“科瓦克傳奇”：來自31世纪的英雄團隊“星際異攻隊”追踪改造人科瓦克來到20世纪，请复仇者协助。科瓦克窃取了一部分行星吞噬者的宇宙能量而变得极其强大，为了重塑世界而回到过去。复仇者投入了全部战力，结果几乎全灭；科瓦克受感情问题困扰，选择了自我毁灭。

### 1980年代
美国政府为了控制复仇者聯盟而派出了态度苛刻的联络官亨利·彼得·傑瑞奇，引起复仇者的强烈反感，最后被召回，换來了一个温和的联络官克鲁斯基。复仇者在此期间对付了索尔的旧敌吸收人和灰石像鬼，以及曾用于对抗怪兽哥吉拉的巨型机器人“红色浪人”；驚奇女士正式加入复仇者，但她卷入与永生者儿子的感情纠葛而离队；不久後，她遭到一名变种人魔形女和她的养女小淘氣袭击，並被吸走了能量和记忆。
緋红女巫此時被上古邪神曲桑恩所附体，万磁王牺牲自己救了女儿；灭霸首次收集無限寶石，他的对手亞當術士为此向复仇者聯盟求助；复仇者聯盟再次重组时，心灵感应者月龍企图搞独裁，随后发生了黄衫侠违令、受审、婚变、被勒索和入狱；队伍在力量不足情况下遇到幽靈車神和当时地球最强者之一分子人；卷入亚瑟王传说中的卡美洛之战；惊奇队长死于癌症。
東尼·史塔克此時陷入了公司财务困境，变得酗酒堕落，其鋼鐵人的身份被移交给黑人机械师罗德；几位新的女英雄入队：虎女、女浩克和第二代驚奇隊長；蜘蛛人也试图加入但没有成功；緋红女巫和快银此時得知万磁王是他們的父亲。
来自泰坦星的永恆族之一的星狐加入复仇者，出于好心用老家的超级电脑修理受伤的幻视，却使幻视产生了控制全世界的电脑的野心；鹰眼和神盾局特工出身的仿聲鳥结婚；第一次秘密战争发生，数名队员被超越者传输到宇宙远方的合成星球上与其他英雄和反派混战，末日博士窃取了超越者的力量，差点把英雄们都消灭，但他还是被超越者击败。
回到地球的复仇者结识了永恒者一族；在索尔的连载故事中，遠古冬棺被盗，火巨人出兵，复仇者与仙宫军队一起大战巨人军隊；幻视作为当时的主席，反常地积极活动，说服总统同意在洛杉矶建立支部“西海岸復仇者”，鹰眼出任领队；很快幻视企图入侵全球计算机系统，被大家劝阻。
西海岸复仇者先后遇到鐮刀死神、重力子、奥创、梅菲斯特和黃道十二宮；一个外星人用时间机器把他们传送到了过去，在此期间仿声鸟让一个迷惑自己的西部骑手死亡，导致她后来和鹰眼的不合；后来東尼恢复活力，取回了钢铁人的身份；幻视和緋红女巫有了两个儿子；快银和水晶的婚姻出现裂痕，迁怒于复仇者和驚奇4超人，向政府诬告他们叛国。后来快银表示自己的思想受了敌人操纵。
史克魯爾人的故乡被行星吞噬者毁灭后陷入分裂，复仇者和驚奇4超人卷入了他们的混战；就在此时，超越者亲身降临地球，为了解人类特性而化身人形，四处乱闯，甚至想加入复仇者，引发“秘密戰爭2”。地球上的英雄无法接受这个能轻易玩弄全宇宙的怪人；最后超越者在试图完全变成人类时被分子人“消灭”。
纳摩失去了亚特兰提斯的王位，也加入了复仇者并面临人类对他的审判；第二代齊莫男爵拉起了一队规模庞大的邪惡大师團攻陷复仇者宅邸；赫拉克勒斯在此战中受重伤，宙斯認为是复仇者的错，命令众神把他们抓到奥林帕斯山；不久，美国队长遭到“超人类活动委员会”的迫害，放弃了自己的头衔，改称“队长”，淡出了复仇者。
由于宅邸需要维修，复仇者转移到海洋英雄刺魟的浮岛基地。纳摩的外星人妻子瑪麗娜入队后，无法控制力量而变成海怪袭击船只，纳摩被迫杀了她，自己也离开了。德魯伊醫生成为新主席，却被涅布拉所迷惑，差点把复仇者送上死路，最后他在时间流中失踪，剩下的复仇者逐渐失去斗志。
生物学奇才至高進化发动“進化之戰”，试图用一颗基因炸弹制造全球范围的辐射，让全体地球人进化到更高境界。得知此事的队长带领复仇者去阻止他。
变种人大事件“地獄”：獨眼龍的妻子玛德琳·普莱欧化身为妖精女王，在曼哈顿打开通道並把大批魔鬼放到人间。驚奇4超人的理查夫妇正处于隐居状态，他们的儿子富蘭克林·理查茲成了魔鬼和另一批敌人的目标，羅傑斯队长、索尔和永恒族的吉尔伽美什参战，随后他们和理查夫妇一起组成了新的复仇者。罗杰斯取回了美国队长的身份，之前代替他的“美國特工”被派到西海岸，並和鹰眼成了对头。
“亞特蘭提斯攻擊”中，海底国度雷姆利亚的异變族决心把古代蛇神賽斯召唤回地球，他们绑架了七位女英雄，作为献给賽斯的七个新娘。索尔在母亲芙瑞嘉指引下找到了太阳中的异父兄长噬神者，与他暂时合体，打退賽斯。
幻视的駭客行为引发全世界的情报机构的恐慌，他们欲将幻视拆成碎片。虽然他的身体被修复，但其人格已被洗去，对妻子的感情也消失了；緋红女巫发现自己的孩子也化为泡影，终于精神崩溃，和万磁王一起袭击了队友；永生者也露出真面目，表示自己一直在操纵旺达的生活经历，以让她成为自己操纵的时空连接点。虽然緋紅女巫被挽救了，但她的疯狂只是潜伏了下来；鹰眼夫妻准备离婚，同时又一起训练搞笑的队伍“大湖復仇者”。
洛基偽装成人类，请来几位著名的反派结盟，包括末日博士、金霸王、萬磁王、滿大人、紅骷髏和巫師
. 发动“報仇行動”。他们各自联络其他反派攻击各路英雄。紅骷髏成功打沉浮岛基地，新入队的類星體没能阻止他，迫使复仇者退回尚未重建完的宅邸。但其余反派袭击驚奇4超人、美国队长、钢铁人、蜘蛛人、浩克、金鋼狼等人时都被击败；索尔等察觉到洛基在幕后主使，以欲擒故纵策略找到他们的总部，摧毁了这个联盟。

### 1990年代
女术士瑟西加入纽约复仇者，蜘蛛人也作为预备队员出了一次任务，但团队配合度不佳，因而没有留下来；复仇者追击一伙恐怖分子时，与加拿大的阿爾法飛行、俄罗斯的超级士兵以及亚特兰提斯的军队合作；黑人少年憤怒和改邪归正的沙人入队；水晶带着女儿住进了宅邸，和黑騎士、瑟西之间发生了复杂的三角关系；西海岸复仇者找到了40年代的英雄初代霹靂火，又招纳了墨西哥裔的活閃電；两队复仇者一起战胜了灭绝行星的人造生命体“總站”。
大事件“無限手套”：灭霸为了再次取悦死亡女神而夺取了最强神器之一“无限宝石”，镶嵌在手套上，企图独自操纵宇宙的一切。最后星云在他神游之际夺走了手套，宝石被亞當術士组建的“無限守望者”保管。
“銀河風暴”：克里和希阿两个宇宙帝国的战争波及地球，复仇者进入太空试图阻止他们接近。当发现克里的人工智能“至高智慧”策划了战争并导致大批克里人死亡时，雷神和钢铁人不顾美國队长反对，处决了至高智慧。
“無限戰爭”：亞當術士为了保管无限宝石而把自己的善恶两面排出；恶的一面具象化成術士，收集了许多宇宙魔方，夺取宇宙大神永恆的能量，制造了模仿地球英雄的打手，企图征服宇宙。英雄们在薩诺斯的帮助下打败了他。
“无限圣战”：亞當術士善良的一面具象化成女神，试图用宇宙魔方改造现实，实现宇宙纯洁，并把地球英雄中信仰宗教和有濒死体验的人洗脑，召为手下。剩余的英雄再次得到薩诺斯的协助，阻止了女神。
西海岸复仇者与地獄大師、绞刑手等罪犯团体搏斗；史塔克在“裝甲戰爭”中诈死，隐瞒了所有队友，当他“复活”后，大家都非常气愤，尤其是不久后成為了“戰爭機器”的罗德；奥创用仿声鸟为原型制造了一个充满破坏欲的女机器人“歐科瑪”；在与梅菲斯特的又一次战斗中，仿声鸟死在鹰眼面前。
变种人事件“血緣聯結”：万磁王被X教授封闭思想后，崇拜他的门徒绑架了快银的女儿，试图公开杀死她。西海岸复仇者表现不佳，钢铁人让緋红女巫解散队伍，自己出资组建新组织“力量工程”。
克里的残余势力视地球人为仇敌，准备攻击复仇者。“希阿帝國”女王麗蘭德拉派她的外甥女死嘯到地球协助；力量工程第一次出动就遇到克里人，神力人牺牲。旺达发现钢铁人变得越来越专横；他们都卷入了滿大人在远东引发的战争，钢铁人的身份被满大人发现。
来自平行宇宙的聚合者在首领监管者的命令下袭击瑟西。监管者是黑骑士在另一宇宙的对应版，目睹瑟西发疯並毁灭宇宙，于是穿越各平行宇宙追杀当地的瑟西。监管者被打败，聚合者的剑客和瑪格達勒涅留在了616號宇宙，但瑟西又陷入不稳定，和黑骑士一起失踪；他们穿越到了平行宇宙 “超極宇宙”，引发了复仇者与“超極力量”的故事，对抗由7块无限宝石融合成的宇宙灵体涅莫希斯。
赫拉克勒斯与宙斯争吵后，暂时被剥夺了不朽体质；皮姆发现使用的粒子发生变动，前往其来源空间调查；美国队长的血清变质导致他身体瘫痪，依靠東尼·史塔克提供的机甲活动；黑寡婦领导着复仇者，参与了又一次宇宙魔方争夺战。
大事件“穿越”：東尼被永生者操纵，连伤数条人命，与外敌联手差点导致复仇者灭亡。英雄们穿越到10年前找来19岁的東尼与之对抗，当代東尼恢复意识后牺牲，年轻的東尼继承了钢铁人的身份。東尼的黑道女友“金面女”协助了复仇者，暂时加入他们，但很快神秘失踪。
重聚在一起的元老们发现自己面前出现了从前遇到的所有敌人。管家艾德恩·賈維斯发现是洛基利用复仇者的历史记录把敌人数据实体化造成，于是复仇者再次与这个老对头正面交锋。洛基溶化了复仇者元老的亞德曼合金塑像用来攻击，但被反推回来，自己成了一座金属像。
大事件“狂攻傳奇”：匯集了X教授和萬磁王能力的精神生命體狂攻出现，破壞了X戰警的總部，劫走了富蘭克林·理查茲和奈特·葛雷，準備利用他们的组合力量把全世界的人混合成一個统一精神體。浩克奮力打碎了他的鎧甲，自己倒了下去；驚奇4超人和復仇者的大部分英雄迫使狂攻的精神本體與他们的實體融合，和外部的X戰警一起發動攻擊，把狂攻炸得無影無蹤。全世界都得知那些最偉大的英雄已不復存在了。从1960年代連載至此的驚奇4超人、復仇者、美國隊長、索爾和鋼鐵人的漫畫也暫時結束。
“英雄重生”：神奇先生的兒子富兰克林守着一个神秘的蓝色小球，里面是一个完整的世界，这是他用现实修改能力制造的对应地球。现实中消失的英雄被转移到这里重生了：
美國隊長在第二次世界大戰后一度失去记忆，並过着普通人的生活，当纳粹势力复苏时，他也被唤醒了。尼克·福瑞拉拢他，请他主持超级战队“复仇者”；考古学家在挪威一个洞穴里发现了一个冻在冰里的人，自称是雷神索尔；洛基企图迷惑索尔相信复仇者是敌人，但被緋红女巫的法术挫败。索尔随后加入了复仇者，追求战斗的荣耀。
复仇者先后与亚特兰提斯的纳摩、征服者康、暴走的浩克等交手，洛基与魅惑魔女组建了反派战队“致命軍團”，劝诱一些不坚定的复仇者加入。索尔认为自己不能接受凡人的指令，也叛变了。美国队长和钢铁人发现基地下层的伽马能量源有异常反应，在那里发现了另一个索尔，这个才是来自主宇宙的正体，之前的索尔，和其他在现实世界没有死，同时在这个世界也存在的人一样，是富兰克林的能量产物。
洛基把这些能量体全部吸收，变得极为强大，对应地球索尔回头帮助复仇者，牺牲在洛基的攻击下；之后，对应地球经历了行星吞噬者的威胁，又由于末日博士把这个世界与“狂風暴漫画公司”的世界混合起来，在另一个未来发生“第三次世界大战”。
在现实世界，天神族通知富兰克林，两个地球有一个必须毁灭。富兰克林被迫来到对应地球告知真相，带领重生者返回。英雄们散落在全球各地，人们发现后欢呼不已，此时距他们消失已过去一年。
复仇者离开期间，齊莫男爵把一批反派改头换面，组建成“雷霆特工隊”，骗取人们的信任，染指世界权力，但随着复仇者归来和手下叛变而失败。
传说中的女巫摩根娜勒菲劫持緋红女巫，用她的扭曲機率能力改写了现实，创造了一个新宇宙，自己是女王，而四十来位复仇者都是她的精英卫队，直到一小部分英雄回想起来，他们都是对复仇者身份最自豪，倾注了最多感情的成员。当大家一起唤醒队友，把力量集中到緋红女巫身上时，终于打败了摩根娜，恢复了现实。
复仇者由此重新组建，五位创始人选定了一批有经验的队员，鹰眼又推荐年轻的正義士和火焰星加入。一位开明的联络官杜安被派遣过来；复仇者再次遇到至高中队，发现他们一如既往地被反派操纵着来对付自己；他们再次和克里军人作战，并发现至高智慧已经复活。
“永遠的復仇者”中，对永生者和康的生涯做了总结，由于赋予永生者时间管理权的“时间保管者”相信复仇者会引导人类走向征服宇宙，因此永生者一直设法阻挠复仇者历史上与宇宙文明进一步交流的行动。康不愿在未来变成他，和至高智慧召集了来自不同时间线的一群复仇者打败时间保管者。永生者反抗主人时被杀，但复活了，而且变成了和康互不相干的个体。
鹰眼决定去引导雷霆特工隊的成员走上正轨；队伍成立的周年庆典上，收魂者用法术把一些死去的复仇者挖出来伤人；神力人在旺达的魔法作用下复活了，与她开始了一段恋情，但旺达感觉幻视恢复了一些感情，变得进退两难。来自哥斯大黎加的火山女神銀爪入队。
“冠军之争2”：残酷的宇宙寄生种族布魯德外星人用纳米机器虫操纵美国的英雄进行擂台赛，胜利者会成为他们产卵的容器。幸免被控制的钢铁人等及时组织反击。
奥创在一个欧洲的小国杀光了所有人並制造了自己的军队，复仇者利用南极汎金屬的反金属特性破坏了他的亞德曼合金外壳；索尔发现强敌紅坦克的力量來源賽托拉克神还有七个同类，各以一个人类为宿主，准备瓜分世界；神秘的教团“三位一体理解会”蛊惑群众和媒体，讨伐复仇者，敌人大举袭来，复仇者集合了纽约地区的复仇者对抗，结果几乎全军覆没，幸好对方在队长劝说下恢复了人性，主动撤离，但媒体却把这看成他们的又一次失败，发怒的索尔离开了队伍。教团把他们的一位黑人会员三绝健将塞进复仇者。

### 2000~2004
复仇者聯盟被联合国要求去警告万磁王，结果失败而回；一些在宇宙的旧成员调查一连串行星毁灭之谜，遇见了来自异次元的神级存在異界無限(Infinites)，他们以自己的高尚之心说服这些大神放弃玩弄宇宙生灵的命运。
大事件“最大保衛”：外星联合会议认定地球人将成为宇宙威胁，试图隔离太阳系，将地球变成一个宇宙罪犯流放地。索尔等从宇宙赶回，揭露阴谋，类星體用自身禁锢了活體星球伊果並离开了地球。
复仇者和雷霆特攻队联合对抗尼法利亚伯爵，此时他们才知道当初的金面女是面具夫人的克隆替身，她以自己的牺牲说服面具夫人帮助英雄们战胜了疯狂的父亲。
“天界搜索”：复仇者接到螳螂女的求助，她与植物种族生的儿子遭到灭霸的追杀。交战双方陷入了薩诺斯和死亡所生的腐域，一个宇宙中的癌变区域，最后他们停火，联手消灭了它。
“康之朝代”：康带着儿子马库斯对地球发动了最大规模的攻击，在华盛顿大肆屠杀，迫使总统流亡，复仇者投降。散落的队员找到了两股支援力量——从一个叫“世界主宰者”的反派处抢到一种外星防卫系统；三绝健将发现了被理解会窃取的1950年代老英雄3-D俠的宇宙能量。在反攻之下，康被击败。此次事件中复仇者与世界各大国展开了比以往更广泛的合作。
反派“天蠍”利用宇宙神“混沌”和“秩序”的力量把世界各国首都搬到了异空间，在找回它们之前，各国都推举复仇者作为他们的临时领导，从此复仇者成为一股世界级的政治力量；两个郁闷的新成员加入：体内蕴藏不稳定能量的紅心傑克，失去女儿监护权的第二代「蟻人」史考特·朗恩，他们彼此不合，经常吵架；索尔在奥丁牺牲后成为仙宫之王，但因为自己的人间信徒卷入宗教冲突而与美国和复仇者发生矛盾，一怒之下消灭他们统治了世界，直到200年后他把历史改变回原样；美国军方开发的一种毒气泄漏出来，造成大范围死伤，美国队长和獵鷹发现是红骷髅所为，他居然当上了国防部长；女浩克由于伽玛能量失控而狂暴化，和浩克打斗时被红心杰克制服；傑克在帮助朗救了他女儿后，不愿继续提心吊胆地生活，飞入天空自爆。
美国密探找到了二战英雄队伍“侵略者”的幸存成员和一些传人，对一个中东“流氓国家”发起进攻，与美国队长的队伍针锋相对；复仇者在伦敦追捕罪犯时，一位受伤的女教师成为新一代英國隊長-獅心。
大事件“復仇者解散”：索尔的神界面临诸神黄昏，一切都消失了，自己也陷入休眠；緋红女巫终于再次发疯，干扰现实創造出一整支外星艦隊，导致宅邸遭到巨大破坏，鷹眼、幻視在大戰中死去，已出任国防部长的東尼·史塔克在联合国会议上表现失常，在国际上失去了名望。一场混战后，緋红女巫被万磁王带走治疗。東尼表示自己已无力负担重建费用，复仇者正式解散。

### 2005年至今
钢铁人通过“絕境病毒”使自己的身体與裝甲融為一體，並可以直接以腦連上網路和控制电子设备；美国队长发现自己从前的助手巴奇·巴恩斯未死，被俄国人改造成了杀手“酷寒戰士”；一群与某些复仇者有联系的年轻超能力者组成了“青少年復仇者”。
在一次超级罪犯越狱事件中，钢铁人、美国队长、盧克·凱奇、蜘蛛人、女蜘蛛人和夜魔俠都参与了這場战斗，除了夜魔侠外，其他人都同意成立“新复仇者”，史塔克公司提供了“復仇者大廈”作为基地。
“尼克·福瑞的秘密之戰”：几位英雄得知他们在一年前被弗瑞带到拉脫维亚，对向超级罪犯提供装备的政府发动了一场秘密袭击，而后福瑞洗去了他们的记忆，现在那次战斗的对手回来报仇，造成大混乱。福瑞从此失踪。
新复仇者在监狱中发现了“哨兵”，他曾经是最伟大的英雄，但因为心中暗藏破坏性的另一面“虚无”，很多年前就让世人忘了自己的存在，现在新复仇者决定把他拉进队伍；他们在南极地下追敌时又吸纳了金刚狼，前往日本探查九頭蛇和手合會时招了夜魔侠的朋友浪人。
不久後发生了“M皇室”事件，失控的緋红女巫扭曲現實創造出一个由變種人统治人类的世界，由萬磁王擔任皇帝，自己與弟弟快銀則在旁輔佐。在英雄们的反抗下，她恢复了原來的世界，也使几千万变种人失去了能力。这些变种能量被一个可吸收他人能力的变种人误吸，产生一个巨大的怪物“集合体”，最后哨兵把这些能量扔进太阳。
在此期间，史克魯爾人一直狂热地相信地球是神赐予的希望之地，决定进行侵略。他们掌握了更高明的伪装术，逐步绑架地球的一些英雄和反派，换成自己的间谍。女蜘蛛人、皮姆、賈维斯等已被调包。
光照会的成员把难以控制力量的浩克流放到太空；由于反变种人运动和一系列英雄的错误，美国通过了《超人类注册法案》，美国队长和钢铁人在争论过程中对立，导致大事件“内战”。最后反注册派失败，队长被暗杀，钢铁人成为了神盾局的指挥官，组建了自己的一支“威权复仇者”，而坚持抵抗的其他新复仇者只得转入地下活动，鐵拳俠、奇异博士加入了他们的行列，浪人在此期间改回了旧名“回聲”，而在不久之前莫名其妙地复活的鹰眼则成了新的浪人；酷寒戰士應羅傑斯生前的遺願成为了新的美国队长。
新复仇者发现了一个史克魯爾间谍，其伪装令他们的能力都无法检测；钢铁人也得知了此事，非常忧虑，却不知敌人已潜伏在身边；假皮姆主持了“復仇者：五十州英雄計畫”，在美国五十个州各建一支超级队伍，安插了大量间谍。
索尔此時复活並再造了阿斯嘉，把它移动到俄克拉荷马州的原野上空；被流放的浩克到了萨卡星，历尽艰辛成为国王，有了家庭，但这些却由于流放飞船引起的爆炸毁于一旦，愤怒的浩克回到地球报仇，在纽约引发大战；最后钢铁人把他的大量伽玛能量剥夺，强制变回人形；一直怨恨浩克的 雷霆·羅斯将军同意让魔多客和頭目用伽玛能量把自己变成紅浩克。
史克魯爾人的“秘密入侵”终于发动，间谍们四处破坏，模拟了英雄能力的大军进攻纽约，索尔、新美国队长和由福瑞组建的秘密勇士参战。地球的英雄和反派集合，与史克魯爾人决战。被招募的诺曼·奥斯朋将史克魯爾女王維蘭柯击毙。
战后清算，钢铁人被认为办事不力，被迫承担大部分责任；神盾局解散，奥斯朋被委以重任，成立名为“神錘局”的保卫组织，夺取了鋼鐵人的科技。他打算建立自己的统治，此即“黑暗王朝”时期。奥斯朋召集了末日博士、洛基、紅兜帽、纳摩和白皇后艾瑪·佛斯特，号召分享世界统治权，并让手下反派穿戴成著名英雄的样子，组成了“黑暗复仇者”。新复仇者仍然是逃犯身份，東尼·史塔克被奥斯朋打得昏迷。不过罗杰斯却被证明未死，巴恩斯成功把他救回。洛基伪装成緋红女巫召集一批英雄成立了新的威权复仇者，试图为自己所用，但被识破后逃走。
奥斯朋的统治计划并不成功，纳摩和白皇后根据獨眼龍的计划欺骗了他，末日博士更与他兵戎相见。在此期间，新复仇者和红兜帽的团伙恶战，也遇到了50年代英雄组成的“阿特拉斯特工”；奇异博士把至尊法师的身份传给了巫毒博士；威权复仇者参与了奥林帕斯眾神的内战。
洛基为了摧毁阿斯嘉现有的统治而怂恿奥斯朋向阿斯嘉進軍，发动了大事件“圍城”。奥斯朋自认为可以控制哨兵的另一人格虚无，因此信心十足。复仇者等英雄汇合，开始反击。虚无显露本性，杀死阿瑞斯，把仙宫打成废墟。洛基意识到计划失控，把命运之石交给索尔后牺牲。索尔等最终战胜虚无，把他的残体扔进太阳。总统开始清理奥斯本的势力。
在仙宫废墟前，罗杰斯和史塔克互翻老账，争吵起来，但他们和索尔被一股力量转移到了异界，在战斗中重拾友谊；新的复仇者成立，雷神索尔、钢铁人、二代美國队长成为一支主力队伍的中坚，基地是复仇者塔，联络官是神盾局特工瑪麗亞·希爾。他们再次面临康和无限宝石的威胁。
卢克·凯奇夫婦、奇异博士、巫毒博士、仿声鸟、石頭人等人沿用了“新复仇者”的名称，基地是重建的复仇者宅邸，联络官是前神锤局的維多利亞·漢德；但很快巫毒醫生为了对付失控的神器“阿迦莫多之眼”而消失了；蜘蛛人、金鋼狼、鹰眼两支队伍都参加。
罗杰斯指挥官带着黑寡妇、战争机器、野兽、女武神、新任蚁人、月光騎士等组成了“秘密復仇者”，联络官是罗杰斯的女友雪倫·卡特。
魔多客和大頭目利用伽玛能量制造了一整支红浩克军队，还导致复仇者、驚奇四超人和X战警的许多成员都变成类似野蛮浩克的模样。最后原版浩克布鲁斯·班纳取回了这些能量。罗杰斯指挥官开始招募红浩克。
“混沌之戰”：日本邪神天津瓮星作为“混沌之王”，即将毁灭多元宇宙。赫拉克勒斯在天才少年阿瑪迪斯·趙與索爾的协助下击败了祂。
神力人认为复仇者的存在已经开始成为招引灾难的根源，在力劝罗杰斯等人未果后，带领一批边缘英雄对复仇者发动了袭击，并向媒体表达了自己的观点，引发了人们对复仇者存在意义的质疑。
2011年大事件“恐懼本身”：红骷髅的女儿原罪找到了一柄神锤，化身为冬神絲卡蒂，使奧丁長期被遺忘的兄弟，可怕的恐惧之神大蛇神开始侵略地球。七把神锤降落在地球上，把一些超能力者变成了“破坏者”形态，在全球大闹。复仇者基地遭到大破坏，巴恩斯重伤，恢复后把美國隊長头衔还给了罗杰斯；钢铁人请求奧丁为复仇者的主力队员打造了一批神级武器；索尔和变身成巨蛇的大蛇神展开决战，同归于尽。
重组的复仇者主队由返本归原的美国队长带领；原罪和情人十字骨则设法找回神锤，但当交叉骨对原罪的疯狂感到不安时，暗助英雄们阻止了她；奇异博士、納莫和鐵拳俠等人为了阻止浩克的神锤催生的破坏者，另外组建了一支新的“捍衛者”战队。
“少年聖戰”：绯红女巫旺达再次出现时，万磁王瞒着队友和自己的两个外孙一起找到她，但随后X战警和复仇者纷纷赶来，对如何处置她分歧很大；末日博士向旺达求婚，目的是要取得她的扭曲现实能力。在与末日博士的争斗中青少年复仇者的易身女和幻视牺牲，充满悔意的旺达再次隐退。
“蜘蛛島”：蜘蛛人的宿敌胡狼和蜘蛛女王散發出一种病毒，使纽约市上万人获得与蜘蛛人一样的力量，并逐渐蜕变成蜘蛛怪兽，美国队长和鹰眼等英雄也被感染。在新任猛毒的协助下，蜘蛛人和神奇先生等终于及时开发出解药。
接著，美國隊長前去與英國隊長所屬的英國情報組織MI-13會面，說服英國隊長接受了復仇者聯盟成員的職位。驚奇男孩後來也加入了復仇者聯盟。布魯斯·班納與美國隊長安排「紅浩克」雷霆·羅斯加入。
“散碎的英雄”：奥斯朋在神锤局残余势力的支持下越狱成功，与九头蛇、手合会结盟，再次组建了一支黑暗复仇者，并利用超智機構的超能力复制技术拷贝了复仇者主力的异能，制造一支大军，差点把复仇者一网打尽。美国队长安排浩克的儿子斯卡和奥斯本曾经的下属维多利亚·汉德进行卧底，千钧一发之际挫败奥斯本。另外，索尔在消失数月后从神的死亡之境回到地球。
“復仇者vs.X戰警”：来自未来的变种人機堡相信复仇者会伤害他的养女霍普，袭击了美国队长等主力，被獨眼龍和霍普阻止；但霍普终于发现自己似乎与可怕的鳳凰之力有千丝万缕的联系；绯红女巫回到复仇者，却被刚复活的丈夫幻视赶走；与此同时，凤凰之力出现在地球上空，獨眼龍认定这是复兴变种人的机缘，复仇者则警惕地准备防卫。在处理凤凰和霍普的问题上两拨人马分歧巨大，终于兵戎相见；獨眼龍、白皇后、鋼人、納摩、秘客在月球被凤凰之力附体，成为神一般的存在，开始自作主张改造世界，追捕复仇者，在混战中，金刚狼等X战警与复仇者联手抵抗丧失人性的凤凰五使，X教授死在獨眼龍手下；霍普在中国秘城“崑崙”向众多英雄学习東方神秘力量后，在緋红女巫的配合下制服獨眼龍，让凤凰之力消失，其散落的能量使全球在M皇室后再次涌现出变种人。
随着獨眼龍被囚，他的麾下队员逃亡，复仇者开始安抚从大乱中恢复过来的世界。美国队长希望一些变种人英雄加入复仇者，改善他们的形象；红骷髅策划用X教授的大脑掀起新的事件，獨眼的弟弟衝擊波、变种人学校的小淘氣由此参与到聯合小隊(非凡复仇者)中来。
“樞紐”：由於緋紅女巫入侵拉托維尼亞，所以毀滅博士組成了他自己的團隊，由3D俠，艾爾莎·血石，刺魟，女武神和美國特工組成。
各個英雄和惡棍在與獲得X教授的能力的紅骷髏的戰鬥中遭受了道德觀顛倒之後，羅傑斯後來集結了萬磁王、末日博士、吸收人、血蜘蛛、死侍、魅惑魔女、惡鬼、第五代傑克南瓜燈、洛基、魔形女和劍齒虎，所有這些都暫時“倒置”作為英雄，協助他和蜘蛛人擊敗變為反派的復仇者和X戰警，直到最初的咒語消除。
在“時間流逝”故事情節中，太陽黑子創建了一個復仇者團隊，包括他自己，黑寡婦，加農炮，多樣體，POD，上氣，粉碎者，女蜘蛛人，驗證者和太陽之子。該團隊的“多元復仇者”部門由深淵，虛無之主，亥伯龍，夜假面，奧丁森和星標組成。
在2015的“秘密戰爭 (2015)”故事情節中破壞和重建現實了之後，一個新的復仇者團隊成立了，旨在解決復仇者級別的威脅，而不僅僅是打擊惡棍，而復仇者聯盟團隊繼續運作以支持變種人關係。鋼鐵人在全新的全能復仇者系列中組建了一個新的復仇者團隊，其中包括他自己，幻視，新星 (山姆·亞歷山大)，「驚奇女士」卡瑪拉·克汗，「蜘蛛人」麥爾斯·莫拉雷斯，美國隊長（山姆·威爾森），和「雷神索爾」簡·福斯特。在內戰2的故事情節之後，標題被取消，取而代之的是新的常規復仇者聯盟冠軍。名單也發生了變化，鋼鐵人被分類於昏迷狀態，蜘蛛人 (麥爾斯·莫拉雷斯)，新星（山姆·亞歷山大）和驚奇女士（卡瑪拉·克汗）辭去了團隊的責任（他們與其他與自己的年齡相仿的英雄一起組建了自己的隊伍-冠軍小隊），剩下的三名成員與蜘蛛人（彼得·帕克），赫拉克勒斯和黃蜂女 (納迪婭·汎戴茵)搭檔組成一支新隊伍。
在2017年的“秘密帝國”故事情節中，九頭蛇組織擁有自己的復仇者團隊，包括奧丁森，死侍，遭到曲森恩附身的緋紅女巫，幻視（患有由阿尼姆·索拉創建的AI病毒），模仿大師，黑蟻人(艾瑞克·歐·葛雷迪)，和八爪博士 (究極章魚)出現。然而，在最後的劇情，奧丁森拒絕羅傑斯的控管並回到他的舊盟友身邊，而幻視的女兒清除了他的病毒，巫毒博士則從緋紅女巫身上驅逐了曲桑恩，而模仿大師和黑蟻人釋放被監禁的英雄以換取寬容。
2018年5月，該系列的另一卷作為漫威漫畫的“新鮮開始”計劃的一部分推出，由傑森·亞倫編寫並由艾德·麥克格尼斯繪製。這一新卷中也看到了主要的三個核心成員:原來的美國隊長，鋼鐵俠和索爾的回歸。史蒂夫羅傑斯和索爾前去與東尼史塔克會面，說服他與他們一起重組這個組織。洛基幫助對世界造成威脅的黑暗天神組來到地球作為讓復仇者重新開始行動的策略，這也導致黑豹的加入，他被任命為主席，另外還有驚奇隊長，女浩克，幽靈騎士和刀鋒戰士都加入了。在黑暗天神組被擊敗之後，復仇者翻新了天神組豎立在北極的死亡天神組祖先的屍體，將其變成了他們的行動基地 - 復仇者山。

## 其他版本
漫威漫畫在进入21世纪之际启动了一个新的平行宇宙，即终极宇宙，代号1610號宇宙，目前所有标题中有“终极”字样的漫画都属于这个宇宙，其本意是从头开始讲述一批主流英雄的故事，吸引新读者。这些英雄一开场就被设定在了21世纪，其身世经历与正传既相似又不同，贴近当代人的生活。终极系列发展到后来，与主线的差别已经很大，但当前的几部电影仍然大量采用了该系列的设定。
在616號宇宙，有一些不同的“复仇者”队伍：
1950年代的復仇者(阿特拉斯特工)：CIA特工吳吉米为了对抗东方反派“黃爪”的秘密犯罪组织，找到一批超能力者组成名为复仇者的队伍。成员包括经天王星科技改造的驚奇少年 (羅伯特葛雷森)、亞特兰提斯的公主娜摩拉、超级机器人M-11，人类获得魔幻力量变成的猩猩人、化名維納斯的希腊女海妖、外星能量强化的3-D人和丛林女孩珍。他们的存在被时空反派永生者从历史上抹消了，所以没能流传下来，但大多数队员都存活到了现代，重新组成了一个秘密行动队阿特拉斯特攻队。而1950年代的复仇者这一事实被划归于9904號宇宙。
復仇者 1959：冷战时代，尼克·弗瑞暗中追捕纳粹残余势力，招募了一批当时的超级特工组成这支队伍。成员有：弗瑞的老战友唐·唐·杜根、雇佣兵幸運多明尼克和銀貂(男性)、海底人娜摩拉、变种人劍齒虎，獵人克拉文、长生不老的冒险家尤里西斯血石。這支隊伍還由神秘的女子金髮魅影,原咆哮突擊隊成員艾瑞克·寇尼格與一名英國巫師兼間諜--鮑威爾·麥克蒂格 (Powell McTeague)協助,對抗一個源於納粹黨的邪教組織,成員包括鮮血男爵與榨腦人。
对应地球：驚奇4超人家孩子富兰克林·理查茲制造的世界，其中的复仇者是尼克·弗瑞局长失控的机器人替身发起的，包括了美国队长、钢铁人、鹰眼这几个在正史世界牺牲的人，通过在这裡重生而回到现实地球，其他成员则与主线无关。
除了616號宇宙和1610號宇宙之外，还有大量平行宇宙中出现过不同版本的复仇者
次代復仇者：982號宇宙，平行未来，也就是漫威漫畫2的世界。复仇者在与一个平行宇宙的邪恶版的自己大战后，死伤惨重，解散了队伍；十多年后，宅邸成为博物馆。雷擊的儿子凱文·馬斯特森继承父亲的神力时遭到洛基袭击，管家賈维斯等找到了老队员的一些传人组成新的复仇者与之对抗。新一代英雄主要有：雪伦·卡特的侄女美國夢，前反派紅坦克的儿子J2,钢铁人制造的智能机器人主機，蚁人斯科特·朗的女儿刺針，金刚狼的儿子劍爪，蜘蛛人的女儿蜘蛛女孩，以及其他许多英雄的传人。
天启时代：295號宇宙，在最初变种人天啟统治北美的世界，欧洲的人类抵抗组织依靠一批非变种人特工进行抵抗。
混合宇宙：692號宇宙和9602號宇宙，某次DC漫畫和漫威漫畫两家公司合作的故事中，双方的宇宙融合成一个，导致所有主要角色都发生合并。美国队长和超人融合，钢铁人和绿光戰警融合，雷神索尔和DC的戰神阿瑞斯融合等等。
最后的复仇者故事：9511號宇宙，美国官府开始捕杀超级罪犯，浩克和快银害死了一些队友，复仇者大部分成员退休；数年后康和奧創杀死了一批新生代复仇者，残余的老英雄与他们决战，死伤惨重。
女王的复仇使：398號宇宙，女巫摩根娜勒菲统治西方的古典魔幻风格世界，复仇者是她的卫队。
西元前1,000,000年的復仇者： 在公元前1,000,000年存在的復仇者。該團隊陣容包括阿戈摩托，奧丁，鳳凰女士和石器時代版本的黑豹，幽靈車神，鐵拳俠和星標。這個小組首先聚集在一起，擊敗了一個被稱為墮落者的失控天神組，並將其封鎖在南非的某個地方。
西元1,000年的復仇者：在11世紀，索爾與當時的維京人領袖，又被稱為黑浩克的黑色博道夫(Boldof the Black)，當時的黑豹-妮翰妲(Nehanda)，當時的惡靈戰警(是一名印地安人)，當時的鐵拳俠(同時也是亞特蘭提斯的公主)，當時鳳凰之力的宿主(是一名老婦人)和一隻名為塔納拉克(Tanaraq)的大腳怪組成了復仇者聯盟。
地球帝国：9812號宇宙，由于复仇者的活跃促使地球人与宇宙文明更早接触，人类在遥远的未来组建了模仿复仇者创始成员的超级部队，不断征服外星系，建立了星际帝国。
索尔的统治：3515號宇宙，索尔消灭了复仇者等人类势力，统治世界。
红色百夫长：689號宇宙和8110號宇宙。改头换面的康欺骗初代复仇者五人把这个世界其他超人类全部逮捕。
日漫宇宙：2301號宇宙，日本漫画风格的宇宙。复仇者聯盟驾驶着由钢铁人开发的合体机器人；美国队长当上总统，但被末日博士杀害；在日本行動的三个反派四处暗杀英雄，卡蘿·丹佛斯成为新的美國队长，发起新的复仇者。
钢铁复仇者：鹰眼、巨化人、黄蜂等被吸收人杀害。钢铁人制造了模仿这些复仇者外表的机器人部队。后来他们几次被转手和重造。
M皇室時期的復仇者:58163號宇宙，在这个变种人统治人类的世界，卢克·凯奇组织一批非变种人的超人类保护普通人免受变种人的压迫。成员有鹰眼、铁拳等。
丧尸宇宙的復仇者：不止一个平行宇宙遭到丧尸病毒侵袭后，当地的复仇者变成食人丧尸四处找食物。第二支殭屍復仇者隊伍出現在Marvel Zombies Return中。這支隊伍聚集在一起尋找食物並殺死任何阻礙（殭屍或未受感染者）並由哨兵領導。團隊中還有殭屍版的月光騎士，納摩，類星體，快銀，超級史克魯爾人以及桑德拉
。原本Zombiverse的殭屍巨化人加入了他們，他們試圖為一個尺寸傳送器提供動力，但都被蜘蛛俠的新復仇者殺死了。該團隊由鋼鐵俠，沙人和殭屍綠巨人和金剛狼組成。
Marvel Adventures：剧情轻松而简洁的系列，复仇者包括蜘蛛人、金刚狼、暴風女等人气角色。
Mini Marvel：89062號宇宙，卡通版娱乐短篇漫画，英雄们都是小孩。
永遠的復仇者：在一個火星人蹂躪地球並殺死地球上大部分英雄的未來中，一個較年長版本的黑豹率領由基爾瑞文、新的緋紅機甲、喬卡絲塔、激光人以及桑德拉所組成的隊伍。
宇宙复仇者：90110號宇宙，假如幻视成功地接管了全地球的计算机系统，并得到人类的同意，他会联合其他英雄帮助人类建立一个真正繁荣进步的社会。当历史步入22世纪时，地球人的“行星合众国”已经成为压倒克里、史克魯爾和希阿的大国，而站在探索宇宙和保卫和平第一线的就是宇宙复仇者：22世纪美国科学家改造的超级士兵美国司令，披挂史塔克工业新型装甲的铁人机、操纵能量的星辰鹰，驚奇四超人霹靂火的传人快子霹靂火、女浩克的传人伽马逊人珍，唯一健在的创始成员索尔，而升级后的超幻视则提供信息支持。
復仇者 2099：在 "秘密戰爭 (2015)" 故事線中的2099戰爭領域, 復仇者是個由煉金術公司組織的隊伍. 此隊伍由美國隊長 (名為 Roberta Mendez的拉丁裔女性),黑寡婦 (名為 Tania的非裔美國女性), 鋼鐵人 (名為 Sonny Frisco的矮人), 鷹眼 (名為 Max的半人鳥生物)與赫拉克勒斯組成。
3488號宇宙：终极复仇者/最后的复仇者动画电影。
6109號宇宙：终极联盟游戏。
80920號宇宙：动画片金刚狼与X战警、复仇者：世上最强英雄组合共同的世界。
199999號宇宙：这是当前电影漫威電影宇宙的《鋼鐵人》、《無敵浩克》、《雷神索爾》、《美國隊長》、《復仇者聯盟》、《星際異攻隊》、《蟻人》、《奇異博士》、《黑豹》、《蜘蛛人：返校日》、《驚奇隊長》等共同的世界。
555326號宇宙：复仇者：明日英雄动画电影，包括年老的钢铁人和美国队长等人的后代。
730784號宇宙：1999年动画片Avengers: United They Stand的世界。

## 其他媒體

漫威电影宇宙中的复仇者联盟标志

### 電影

#### 漫威電影宇宙
漫威电影宇宙大部分电影均与复仇者联盟有关。而以复仇者联盟作为剧情核心的电影作品包括2012年的《复仇者联盟》、2015年的《復仇者联盟2：奥创纪元》、2018年的《復仇者联盟3：无限之战》、2019年的《復仇者联盟4：终局之战》、2026年的《復仇者聯盟：末日之戰》和2027年的《復仇者联盟：秘密战争》。

### 動畫電影
- 《終極復仇者》
- 《終極復仇者2》
- 《下一代復仇者：明日英雄》

### 動畫
- 《復仇者：團結一致（英语：The Avengers: United They Stand）》
- 《復仇者：蓋世英雄》
- 《天雷爭霸：復仇者聯盟》：由日本東映動畫公司製作，2014年4月2日放送。臺灣於2015年4月10日在迪士尼頻道播出。
- 《未來復仇者聯盟（日语：マーベル フューチャー・アベンジャーズ）》：由日本迪士尼製作，2017年7月22日放送。
- 《復仇者聯盟：正義出擊（英语：Avengers Assemble (TV series)）》

### 遊戲
- 《美國隊長與復仇者（英语：Captain America and The Avengers）》
- 《銀河復仇者（英语：Avengers in Galactic Storm）》
- 《漫威：復仇者聯盟（英语：Marvel: Avengers Alliance）》
- 《復仇者聯盟：地球保衛戰（英语：Marvel Avengers: Battle for Earth）》
- 《樂高：復仇者聯盟（英语：Lego Marvel's Avengers）》
- 《漫威復仇者學院（英语：Marvel Avengers Academy）》
- 《復仇者聯盟》

### 遊樂設施
- 復仇者聯盟營